# Teoría del más tonto
La teoría del más tonto (en inglés: Greater fool theory), en economía, se refiere a la creencia del inversor que compra un determinado activo sobrevalorado creyendo que posteriormente lo podrá revender, por un mayor valor todavía, a un inversor "más tonto" que lo va a comprar con el mismo propósito; en otras palabras, no compra un activo porque imagina que vale el precio, sino con la expectativa, unas veces acertada y otras no, de venderlo por un precio aún mayor. El concepto fue usado entre otros por el multimillonario Bill Gates para referirse a la fiebre por los NFT, activo que se igualó a cero en 2024.  
Es similar al concepto keynesiano del Concurso de Belleza sobre los principios de inversión en acciones. Según el economista Ricardo Torres, la "teoría del más tonto" se ve comúnmente en escenarios especulativos, donde hay un movimiento de fuerza compradora, como por ejemplo en el período que precedió a la burbuja de Internet  ocurrida a principios de 2000, donde las empresas de Internet que tenían bajos ingresos llegaron a valer miles de millones de dólares.